# Alternativas à carne

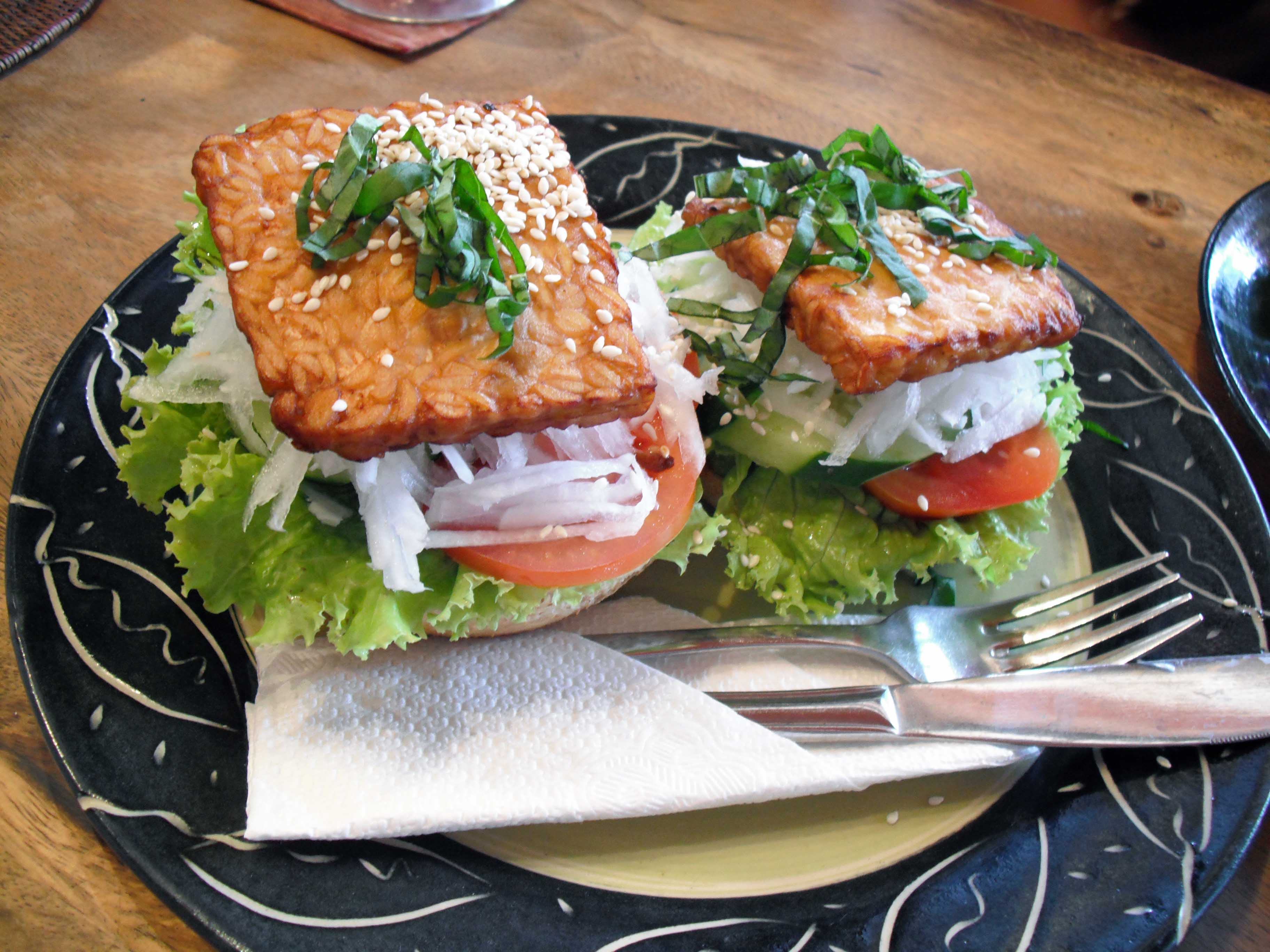
Um hambúrguer de tempeh

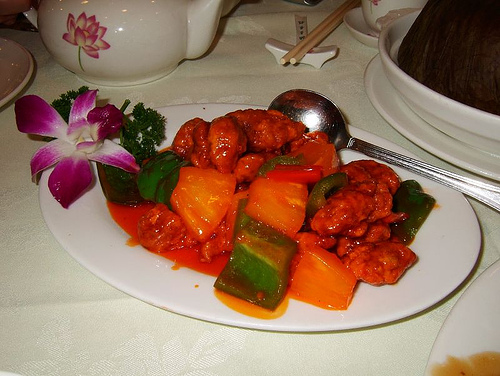
O tofu de estilo chinês da culinária budista é preparado como uma alternativa à carne

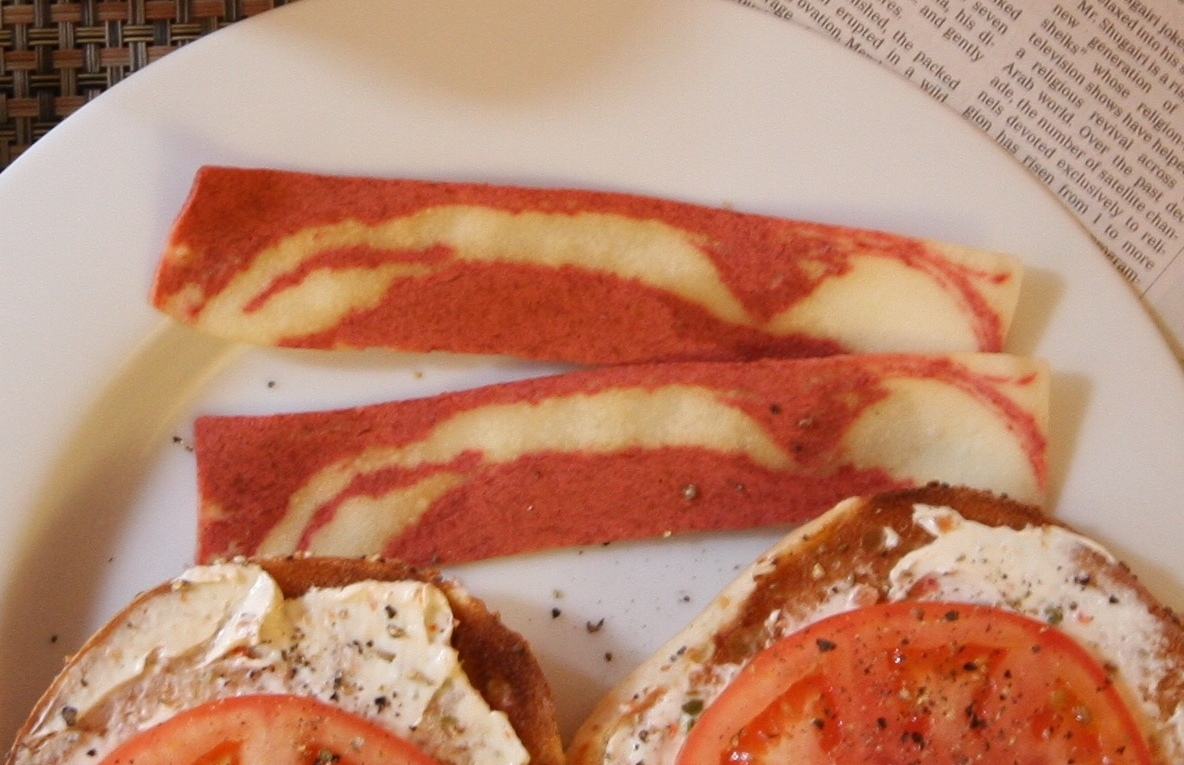
Duas fatias de bacon vegetariano

Uma alternativa à carne ou substituto da carne (também chamada de carne à base de plantas ou carne falsa, às vezes de forma pejorativa) é um produto alimentício feito com ingredientes vegetarianos ou veganos, consumido como substituto da carne. As alternativas à carne normalmente se aproximam das qualidades de tipos específicos de carne, como sensação na boca, sabor, aparência ou características químicas. Os substitutos à base de plantas e fungos são frequentemente feitos com soja (por exemplo, tofu, tempeh e proteína vegetal texturizada), mas também podem ser feitos com glúten de trigo, como no seitan, proteína de ervilha, ou micoproteína.
As alternativas à carne são normalmente consumidas como fonte de proteína dietética por vegetarianos, veganos e pessoas que seguem leis dietéticas religiosas e culturais. No entanto, a demanda global por dietas sustentáveis também aumentou sua popularidade entre os não vegetarianos e flexitarianos que buscam reduzir o impacto ambiental da produção de carne.
A substituição da carne tem uma longa história. O tofu foi inventado na China em 200 a.C., e na Idade Média, nozes e uvas picadas eram usadas como substituto da carne moída durante a Quaresma. Desde a década de 2010, startups popularizaram substitutos pré-fabricados à base de plantas para carne moída, hambúrgueres e nuggets de frango veganos como produtos comerciais.

## História

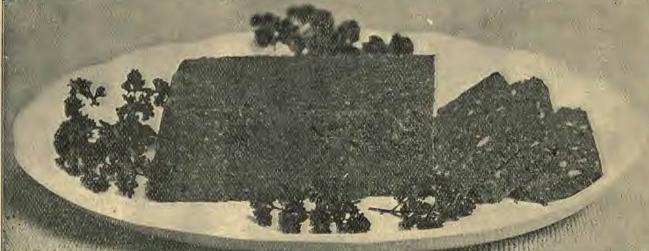
Um assado de nozes e lentilhas da revista Good Health, em 1902

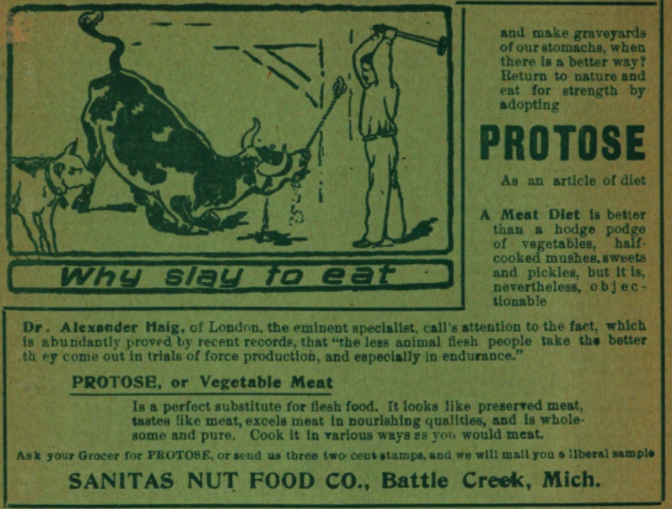
Anúncio do substituto de carne Protose de John Harvey Kellogg

O tofu, uma alternativa à carne feita de soja, foi inventado na China pela dinastia Han (206 a.C. a 220 d.C.), desenhos da produção de tofu tendo sido descobertos em uma tumba. Seu uso como alternativa à carne está registrado em um documento escrito por Tao Gu (chinês simplificado: 陶谷; chinês tradicional: 陶穀; pinyin: Táo Gǔ, 903-970). Tao descreve como o tofu era popularmente conhecido como "carne de carneiro pequena" (chinês: 小宰羊; pinyin: xiǎo zǎiyáng), o que mostra que os chineses valorizavam o tofu como uma imitação de carne. O tofu foi amplamente consumido durante a dinastia Tang (618-907) e provavelmente se espalhou para o Japão durante o final da dinastia Tang ou início da dinastia Song.

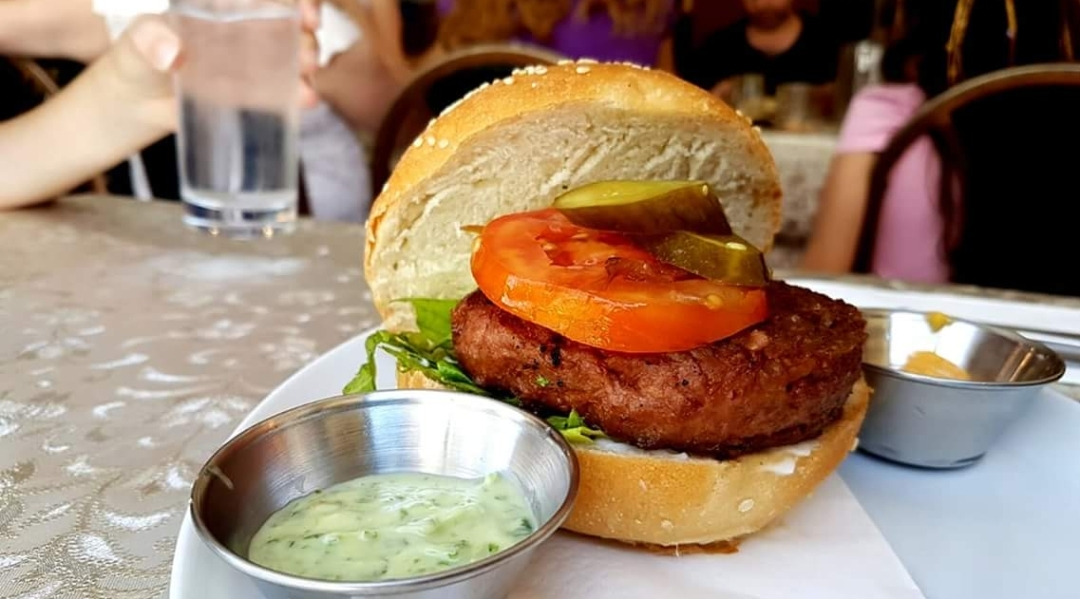
Hambúrguer vegano da Beyond Meat

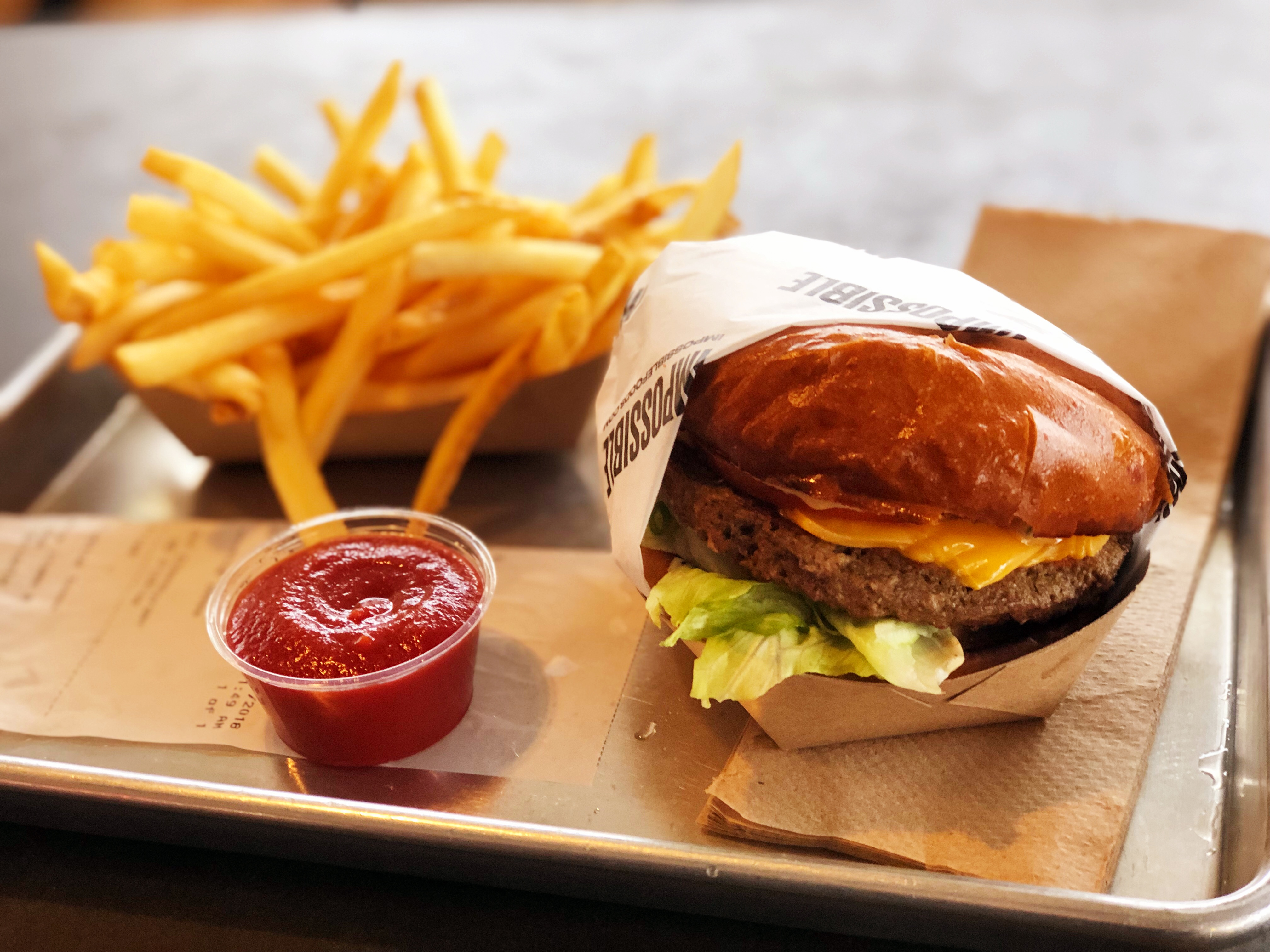
Cheeseburger feito com hambúrguer vegano do Impossible Burger

No terceiro século d.C., Ateneu descreve uma preparação de "falsa anchova" em sua obra Deipnosophistae:
Ele pegou um nabo feminino e rasgou bem
Na figura do delicado peixe;
Então ele derramou óleo e sal saboroso
Com mão cuidadosa na devida proporção.
Sobre isso ele espalhou doze grãos de sementes de papoula,
Comida que os citas adoram; então ferveu tudo.
E quando o nabo tocou os lábios reais,
Assim falou o rei aos admirados convidados:
“Um cozinheiro é tão útil quanto um poeta,

E igualmente sábio, e estas anchovas mostram isso."
O glúten de trigo é documentado na China desde o século VI. A referência mais antiga ao glúten de trigo aparece na Qimin Yaoshu, uma enciclopédia agrícola chinesa escrita por Jia Sixie em 535. A enciclopédia menciona macarrão preparado a partir de glúten de trigo chamado bo duo. O glúten de trigo era conhecido como mian jin pela dinastia Song (960–1279).
Antes da chegada do Budismo, o norte da China era predominantemente uma cultura que consumia carne. As leis dietéticas vegetarianas do Budismo levaram ao desenvolvimento de substitutos da carne como substitutos dos pratos à base de carne que os chineses não podiam mais consumir como budistas. Alternativas à carne, como tofu e glúten de trigo, ainda estão associadas à culinária budista na China e em outras partes do Leste Asiático. As alternativas à carne também eram populares na Europa Medieval durante a Quaresma, que proibia o consumo de animais de sangue quente, ovos e laticínios. Amêndoas e uvas picadas foram utilizadas como substituto do recheio picado. O pão cortado em cubos era transformado em imitações de torresmo.
John Harvey Kellogg desenvolveu vários substitutos de carne a partir de nozes, grãos e soja, começando por volta de 1877, para alimentar pacientes em seu Sanatório vegetariano de Battle Creek. A Sanitas Nut Food Company da Kellogg's vendeu seu substituto de carne Protose, feito de amendoim e glúten de trigo. Tornou-se o produto mais popular da Kellogg's, com vários milhares de toneladas consumidas em 1930.
Houve um interesse crescente em substitutos da carne durante o final do século XIX e a primeira metade do século XX. Antes de 1950, o interesse em substitutos de carne à base de plantas vinha de vegetarianos que procuravam alternativas à proteína da carne por razões éticas, e de consumidores regulares de carne que eram confrontados com escassez de alimentos durante a Primeira Guerra Mundial e a Segunda Guerra Mundial.
Henrietta Latham Dwight escreveu um livro de receitas vegetarianas, The Golden Age Cook-Book em 1898, que incluía receitas de substitutos de carne, como uma receita de "frango simulado" feita com pão ralado, ovos, suco de limão e nozes e uma "sopa de molusco simulada" feita de feijão com gordura de tutano e creme. A nutricionista Sarah Tyson Rorer foi autora do livro de receitas, Mrs. Rorer's Vegetable Cookery and Meat Substitutes, em 1909. O livro inclui uma receita de vitela simulada assada feita com lentilhas, pão ralado e amendoim. Em 1943, a Kellogg's fez seu primeiro análogo de carne à base de soja, chamado Soy Protose, que continha 32% de soja. Em 1945, a pioneira Mildred Lager comentou que a soja “é o melhor substituto da carne do reino vegetal, sempre será usada em grande parte pelos vegetarianos no lugar da carne”.
Em julho de 2016, a Impossible Foods lançou o Impossible Burger, um substituto da carne bovina que afirma oferecer aparência, sabor e propriedades culinárias semelhantes às da carne. Em outubro de 2019, restaurantes estadunisenses como Carl's Jr, Hardee's, A&W, Dunkin Donuts e KFC vendiam produtos de carne à base de plantas. A Nestlé entrou no mercado de hambúrgueres vegetais em 2019 com o lançamento do "Awesome Burger". A marca Morningstar Farms da Kellogg's testou sua linha Incogmeato de produtos proteicos à base de plantas no início de setembro de 2019, com planos para um lançamento em todos os Estados Unidos no início de 2020.
Em 2019 surgiu no Brasil a empresa Fazenda do Futuro, uma das líderes do mercado de substitutos de carne no país.

## Tipos

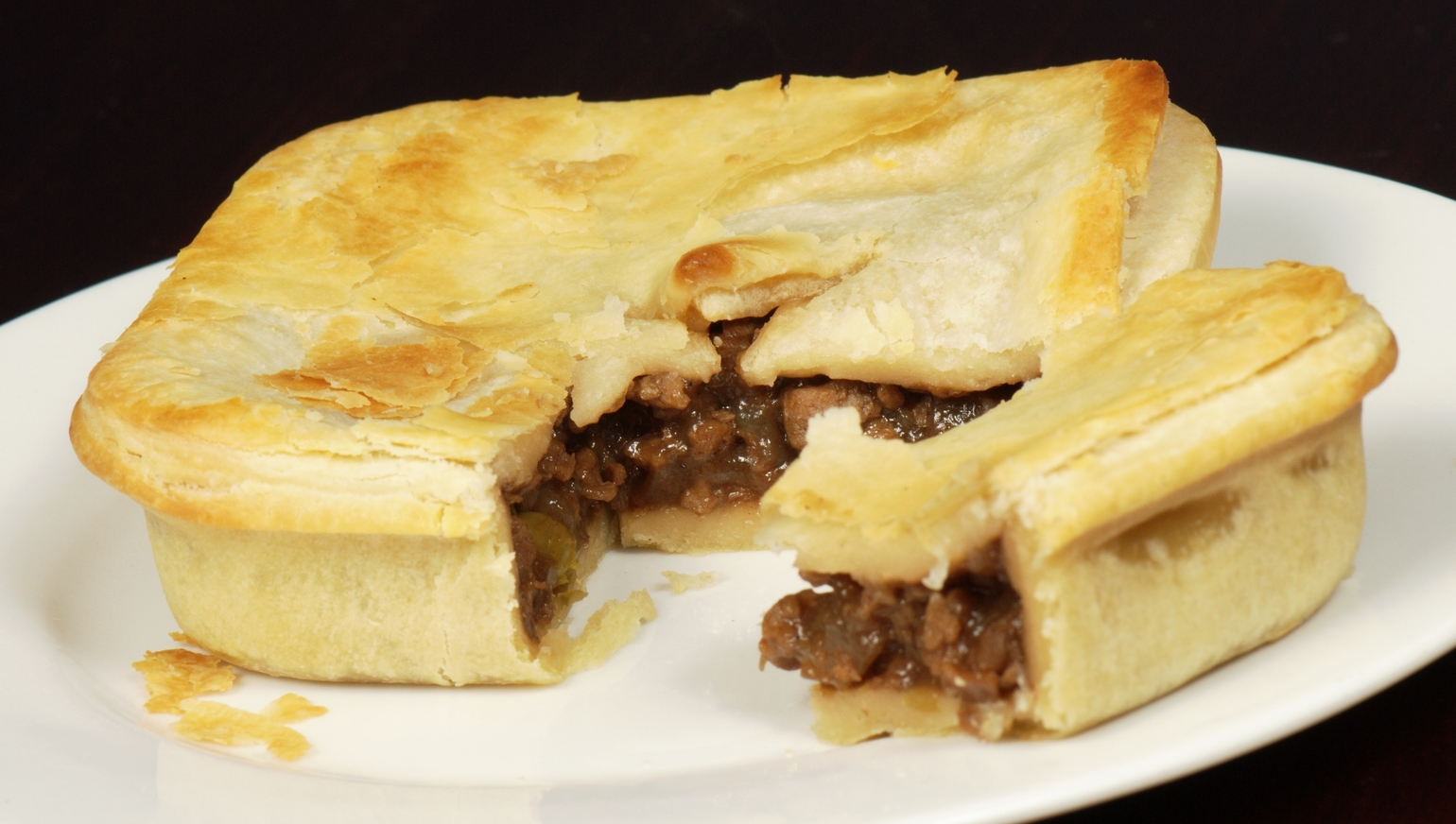
Uma torta vegana de "carne falsa", contendo proteína de soja e cogumelos, de uma padaria australiana.

Algumas alternativas de carne vegetariana são baseadas em receitas centenárias de seitan (glúten de trigo), arroz, cogumelos, legumes, tempeh, farinha de inhame ou tofu prensado, com adição de aromatizantes para fazer o produto final ter sabor de frango, carne bovina, cordeiro, presunto, salsichas, frutos do mar, etc. Outras alternativas utilizam farinha de amendoim sem gordura modificada, yuba e proteína vegetal texturizada. Esta última e yuba são alternativas à carne à base de soja, a segunda feita pela camada de pele fina que se forma sobre o leite de soja fervido, e a primeira sendo um produto seco a granel derivado de soja e concentrado de proteína de soja. Algumas alternativas à carne incluem micoproteínas, como o Quorn, que geralmente usa clara de ovo como aglutinante. Outro tipo de alternativa à carne à base de proteína unicelular (que não utiliza fungos, mas sim bactérias) é o Calysta.

## Produção e composição
Para produzir alternativas de carne com textura semelhante à carne, duas abordagens podem ser seguidas: de baixo para cima ("bottom-up") e de cima para baixo ("top-down"). Com a estruturação bottom-up, as fibras individuais são feitas separadamente e depois montadas em produtos maiores. Um exemplo de alternativa à carne feita através de uma estratégia ascendente é a carne cultivada. A abordagem top-down, por outro lado, induz uma estrutura fibrosa ao deformar o material, resultando em fibrosidade em uma escala de comprimento maior. Um exemplo dessa técnica é a extrusão de alimentos.
Os tipos de ingredientes que podem ser usados para criar substitutos da carne estão se expandindo, desde empresas como a Plentify, que usam bactérias ricas em proteínas encontradas no microbioma humano, até empresas como a Meati Foods, que cultivam o micélio de fungos - neste caso, Neurospora crassa - para formar bifes, peitos de frango ou peixe.
Isolados de proteína de soja ou farinha de soja e glúten são geralmente usados como base para a maioria dos substitutos de carne disponíveis no mercado. A proteína isolada de soja é uma forma altamente pura de proteína de soja com um teor mínimo de proteína de 90%. O processo de extração da proteína da soja começa com o descascamento, ou descorticação, das sementes. As sementes são então tratadas com solventes como o hexano para extrair o seu óleo. O farelo de soja isento de óleo é então suspenso em água e tratado com álcali para dissolver a proteína, deixando para trás os carboidratos. A solução alcalina é então tratada com substâncias ácidas para precipitar a proteína, antes de ser lavada e seca. A remoção de gorduras e carboidratos resulta em um produto com sabor relativamente neutro. A proteína de soja também é considerada uma “proteína completa”, pois contém todos os aminoácidos essenciais que são cruciais para o crescimento e desenvolvimento humano adequados.
Após a obtenção do material de base texturizado, vários aromatizantes podem ser usados para dar um sabor de carne ao produto. A receita para um sabor básico de frango vegano é conhecida desde 1972, explorando a reação de Maillard para produzir aromas a partir de produtos químicos simples. A compreensão posterior da fonte do aroma na carne cozida também descobriu que a oxidação lipídica e a degradação da tiamina eram processos importantes. Ao utilizar materiais de partida mais complexos, como extrato de levedura (considerado um aromatizante natural na União Europeia), proteína vegetal hidrolisada, vários alimentos fermentados e especiarias, estas reações também são replicadas durante o cozimento para produzir sabores de carne mais ricos e convincentes.

## Comércio
Os substitutos da carne representavam cerca de 11% do mercado mundial de carne e substitutos em 2020. Esta quota de mercado difere de região para região. De 2013 a 2021, o preço médio mundial dos substitutos da carne caiu continuamente, num total de 33%. A única exceção foi um aumento de 0,3% em 2020, em comparação com 2019. O preço continuará a diminuir, de acordo com as projeções do Statista.
A motivação para procurar substitutos de carne varia entre os consumidores. O mercado de alternativas à carne é altamente dependente dos “redutores de carne”, que são motivados principalmente pela consciência da saúde e pelo controle de peso. Os consumidores que se identificam como veganos, vegetarianos ou pescetarianos são mais propensos a endossar preocupações relativas ao bem-estar animal e/ou ambientalismo como motivadores primários. Além disso, algumas crenças culturais e religiões proíbem o consumo de alguns ou de todos os produtos de origem animal, incluindo o hinduísmo, o judaísmo, o islamismo, o cristianismo, o jainismo e o budismo.
As carnes veganas são consumidas em restaurantes, supermercados, padarias, merenda escolar vegana e em residências. O setor de carnes vegetais cresceu 37% na América do Norte entre 2017–18. Em 2018-19, as vendas de carnes vegetais nos Estados Unidos foram de US$ 895 milhões, com o mercado global de alternativas à carne previsto em US$ 140 bilhões até 2029. A busca por uma alternativa saudável à carne, a curiosidade e as tendências em direção ao veganismo foram os impulsionadores do mercado de alternativas à carne em 2019. As vendas de carnes vegetais aumentaram durante a epidemia de COVID-19 de 2020. O livro The End of Animal Farming, de Jacy Reese Anthis, argumenta que os alimentos à base de plantas e a carne cultivada substituirão completamente os alimentos à base de animais até 2100.

## Impacto

### Ambiental
Além das motivações éticas e de saúde, o desenvolvimento de melhores alternativas à carne tem o potencial de reduzir o impacto ambiental da produção de carne, uma preocupação importante, já que se prevê que a demanda global por produtos de carne aumentará 15% até 2031. Pesquisas sobre carnes e substitutos sem carne sugerem que os produtos sem carne podem oferecer benefícios substanciais em relação à produção de carne bovina e, em menor escala, de carne suína e de frango, em termos de produção de gases de efeito estufa, uso da água e da terra. Um relatório de 2022 do Boston Consulting Group constatou que o investimento na melhoria e no aumento da produção de alternativas à carne e aos laticínios leva a grandes reduções de gases de efeito estufa em comparação com outros investimentos.
De acordo com o The Good Food Institute, melhorar a eficiência da dieta ocidental é fundamental para alcançar a sustentabilidade. À medida que a população global cresce, a forma como a terra é usada será reconsiderada. 33% da terra habitável na Terra é usada para sustentar animais. De toda a terra usada para a agricultura, 77% é usada na pecuária, embora esse setor forneça apenas 17% do suprimento total de alimentos. A carne de origem vegetal pode usar um potencial de 47 a 99% menos terra do que a carne convencional, liberando mais oportunidades de produção. Do total de água usada na agricultura global, 33% vai para a pecuária, embora pudesse ser usada para água potável ou para outros fins de cultivo com uma estratégia diferente. A carne de origem vegetal usa de 72 a 99% menos água do que a produção de carne convencional.
A poluição é a segunda maior contribuição para o desperdício de água. Os pesticidas usados na produção de ração animal, bem como o escoamento de resíduos para os reservatórios, podem causar danos ecológicos e até mesmo doenças humanas, além de retirar a água diretamente do suprimento utilizável. A agricultura animal é a principal contribuinte para as emissões de gases de efeito estufa do setor de alimentos. A produção de alternativas à carne de origem vegetal emite de 30 a 90% menos do que a produção de carne convencional. Embora também contribua menos para essa poluição total, grande parte da terra que está sendo usada para alimentação animal poderia ser usada para mitigar os efeitos negativos que já tivemos no planeta por meio da reciclagem de carbono, da conservação do solo e da produção de energia renovável. Além do dano ecológico causado pelo setor atual, o excesso de antibióticos dados aos animais causa micróbios resistentes que podem tornar ineficazes alguns dos medicamentos da medicina humana. A carne de origem vegetal não requer antibióticos e reduziria muito a resistência dos micróbios aos antibióticos.
Um estudo de 2023 publicado na Nature Communications constatou que a substituição de apenas metade dos produtos de carne bovina, frango, laticínios e suínos consumidos pela população global por alternativas à base de plantas poderia reduzir a quantidade de terra usada pela agricultura em quase um terço, interromper praticamente o desmatamento para a agricultura, ajudar a restaurar a biodiversidade por meio da reutilização da terra e reduzir as emissões de GEE da agricultura em 31% em 2050, abrindo um caminho mais claro para atingir as metas climáticas e de biodiversidade.

### Saúde
Em 2021, a Associação Americana do Coração declarou que há "evidências limitadas sobre os efeitos de curto e longo prazo na saúde" das alternativas de carne à base de vegetais. No mesmo ano, a Organização Mundial da Saúde declarou que há "lacunas de conhecimento significativas na composição nutricional" das alternativas de carne e que são necessárias mais pesquisas para investigar seus impactos na saúde. Uma revisão sistemática de 2023, no entanto, concluiu que a substituição de carne vermelha e altamente processada por uma variedade de alternativas de carne melhorou os anos de vida ajustados pela qualidade, levaram a economias significativas no sistema de saúde e reduziu as emissões de gases de efeito estufa. A substituição da carne por alternativas vegetarianas minimamente processadas, como legumes, teve o maior efeito.

## Criticismo
As empresas que produzem alternativas à carne à base de vegetais, incluindo a Beyond Meat e a Impossible Foods, foram criticadas pelo marketing e pela composição de seus produtos, bem como pelo uso de testes em animais. Os nutricionistas afirmaram que elas não são necessariamente mais saudáveis do que a carne devido à sua natureza altamente processada e ao teor de sódio.
John Mackey, cofundador e CEO do Whole Foods, e Brian Niccol, CEO do Chipotle Mexican Grill, criticaram as alternativas à carne como alimentos ultraprocessados. O Chipotle afirmou que não venderá esses produtos em seus restaurantes devido à sua natureza altamente processada. De acordo com a CNBC, "a Chipotle se junta a empresas como o Taco Bell - ex-empregadora de Niccol - e a Arby's, comprometendo-se a excluir carnes sem carne de seu cardápio". Em resposta, a Beyond Meat convidou Niccol a visitar sua fábrica para ver o processo de produção. Posteriormente, o Chipotle desenvolveu seu próprio "chouriço à base de vegetais". Em setembro de 2022, o Taco Bell também começou a adicionar alternativas de carne à base de vegetais em seu cardápio.
Algumas empresas de consultoria e analistas exigem mais transparência em termos do impacto ambiental da carne de origem vegetal.